# كائنات الراحة
كائن الراحة (بالإنجليزية: Comfort object)‏ أو الكائن الانتقالي (بالإنجليزية: transitional object)‏ أو بطانية الأمان (بالإنجليزية: security blanket)‏ هو عنصر يستخدم لتوفير الراحة والأمان النفسي، خاصة في الحالات الغير عادية أو الفريدة من نوعها، أو في وقت النوم للأطفال الصغار. وقد يأخذ هذا الكائن شكل بطانية، حيوان محشو، أو لعبة مفضلة، ويمكن أن يشار إليه (من قبل الطفل) بلقب معين.

## كائنات الراحة للعلاج
تجهز سيارات الطوارئ وسيارات دوريات الشرطة أحيانا بألعاب محشوة، تعطى للضحايا المتورطين في حادث أو صدمة مؤلمة حيث توفر لهم الراحة والإحساس بالأمان، ويتم تدريب المسعفين على علاج الصدمة الجسدية بمجموعة واسعة من البطانيات المصممة للحفاظ على الحرارة والدم والجروح التي تهدد الحياة. وغالبا ما توفر المؤسسات الخيرية أشياء مريحة مثل البطانيات واللحف للناجيات من الكوارث.
يقوم علماء النفس بتجربة استخدام بطانيات سميكة من الصوف لتحل محل القيود في السترة الصارمة. وقد لاحظوا من خلال التجارب مع الأطفال المصابين بالتوحد أن البطانيات المجنحة لها تأثير مهدئ مرغوب فيه لمساعدة المرضى علي الهدوء.

## في علم نفس الطفل

الأسطورة: (a) الأم، (b) الطفل، (1) الوهم، (2) الكائن الانتقالي

عادة ما يستخدم مصطلح الكائن الانتقالي في تنشئة الطفل، وهو شيء عادة ما يكون جسم مادي، يأخذ مكان الرابطة بين الأم والطفل. وتشمل الأمثلة الشائعة الدمى، والدببة أو البطانيات.
قدم دونالد وودز وينيكوت (Donald Woods Winnicott) مفهومي «الكائنات الانتقالية» و «التجربة الانتقالية» في إشارة إلى تسلسل تنموي معين. ويعني بـ«الانتقال» مرحلة إنمائية وسيطة بين الواقعية النفسية والخارجية. وفي هذا «الفضاء الانتقالي» يمكننا أن نجد «الكائن الانتقالي».
عندما يبدأ الطفل الصغير في التفريق بين ماهيته «أنا» وما ليس ماهيته «ليس أنا» ويتطور من الاعتماد الكامل إلى مرحلة الاستقلال النسبي، فإنه يستخدم الأجسام الانتقالية، فالرضيع يري نفسه وأمه كوحدة واحدة، وفي هذه المرحلة، تجلب الأم «العالم» إلى الرضيع دون تأخير، مما يعطيها «لحظة الوهم»، وهو اعتقاد بأن رغبته الخاصة تخلق رغبة تجلب معها شعورا بالارتياح. ويدعو وينيكوت هذا بـ«القدرة الذاتية». وجنبا إلى جنب مع القدرة الذاتية تقع الحقيقة الموضوعية، التي تشكل وعي الطفل بالانفصال بين نفسه وبين الأشياء المرغوبة. في حين أن تجربة القدرة الذاتية هي التي يشعر فيها الطفل بأن رغباته خلقت الارتياح، وفي حين أن الحقيقة الموضوعية هي التي يسعي فيها الطفل بشكل مستقل عن الأشياء المرغوبة.
في وقت لاحق يدرك الطفل أنه هو والأم كيانان منفصلان، مما يشعر الطفل أنه فقد شيئا، ويدرك الطفل أنه يعتمد على الآخرين، وبالتالي يفقد فكرة أنه مستقل، وهذا الإدراك يخلق فترة صعبة ويجلب له الإحباط والقلق، فالأم ليست موجودة دائما «لجلب العالم» للطفل، وهو إدراك له تأثير قوي ومؤلم إلى حد ما، ولكن في نهاية المطاف له تأثير بناء على الطفل، ومن خلال الخيال المتعلق بالكائنات فإن الطفل سوف يجد الراحة، ويمكن استخدام الكائن الانتقالي في هذه العملية. الكائن الانتقالي هو في كثير من الأحيان أول ما يدركه الطفل علي أنه «ليس أنا»، ولكنه في الحيازة التي تنتمي للطفل، وهذا الكائن يمكن أن يكون كائن حقيقي مثل بطانية أو دمية دب، أو غيرها من «الأشياء» مثل لحن أو كلمة يمكن أن تفي بهذا الدور أيضا. هذا الكائن يمثل جميع مكونات «الأمومة»، وهذا يعني أن الطفل نفسه قادر على خلق ما يحتاجه أيضا، ويمكّن الكائن الطفل من الحصول على رابطة خيالية مع الأم عندما تفصل تدريجيا لفترات أطول على نحو متزايد من الزمن، وكذلك فإن الكائن الانتقالي مهم في وقت الذهاب إلى النوم كدفاع ضد القلق.
في مرحلة لاحقة من تطور الطفل لم يعد يحتاج الكائن الانتقالي، فهو قادر على التمييز بين ما هو «أنا» وما هو «ليس أنا»، والحفاظ على الداخل والخارج بشكل مترابط، هذا التطور يؤدي إلى استخدام الوهم والرموز والأشياء المعنوية في وقت لاحق من الحياة.
ربط وينيكوت مفهوم الكائن الانتقالي بظاهرة أكثر عمومية، الظواهر الانتقالية، واعتبرها أساس العلم والدين وكل الثقافة، في كتاب «الفضاء العقلي»، قدم روبرت يونغ معرضا لهذه المفاهيم وعمم دورها في الظواهر النفسية في حياة الكبار.